# アリスター・ラルフス
アリスター・ラルフス（Alastair Charles Ralphs、1977年5月22日 - ）は、カナダのプロレスラー。ニューファンドランド島プラセンシア湾出身。

## 来歴
ニューファンドランド島プラセンシア湾で生まれ5歳の時にオンタリオ州ダンビルに引っ越している。その後同州内のウィンザーへ移動、ウィンザー大学へ進学するが金銭的な問題で退学している。
ラルフスはスコット・ダモールのCan-Amレスリングスクールでトレーニングを開始し、2001年にダモールが主宰のボーダー・シティ・レスリング（Border City Wrestling）でデビューしている。3年間はアンダーカードで出場、リングネームをA-1に変え、生意気なヒールとしてジョニー・スウィンガーと活動をしていた。2004年12月にはディーロ・ブラウンをやぶりBCWヘビー級王座を獲得している。2005年7月にボビー・ルードにヘビー級の王座を奪われるまではジム・ナイドハートやキングコング・バンディといったベテランレスラーを相手に防衛戦をしていた。
2004年6月にTNAでサブゥーと対戦し、翌年3月に再びTNAに参戦、チーム・カナダに加入し、加入後はチーム・カナダと行動するようになる。2006年5月のPPVはレイヴェンと対戦している。6月にチーム・カナダが解散するとTNAへの参戦が散発的になり、PPVのプレショーにしか出場しなくなっている。しばらくはジョバーとしての役割が強くなるが2007年2月に解雇されている。その後、自分のホームページで引退を表明した。6月にニューブランズウィック州サックヴィルのグランプリ・レスリング（Grand Prix Wrestling）に登場している。また、2008年にはオンタリオ州オタワに拠点を置くユニバーサル・レスリング・アライアンス（Universal Wrestling Alliance）にてA-Oneのリングネームで出場。
2015年1月20日、ボーダー・シティ・レスリングに参戦。ザ・グレート・サナダとタッグを組んでジョー・コールマン & ジョー・ドーリングと対戦して勝利した。

## その他
- プロレスと両立してナイトクラブのドアマンのパートタイムで働いている。

## 得意技
ロイヤル・フラッシュ
相手の腕を取ってのスイング式ネックブリーカー
パンプハンドル式パワーボム
フィニッシャー
- 垂直落下式ブレーンバスター
- パワーボム
- ランニング・パワースラム
- スピアー

## 獲得タイトル
BCW（Border City Wrestling）
- BCW Can-Amヘビー級王座 :1回